# Burgemeester Van Leeuwenlaan
De Burgemeester Van Leeuwenlaan is een straat in Slotermeer in Amsterdam Nieuw-West. De straat begint bij de Antony Moddermanstraat en loopt door tot het Confuciusplein. De straat wordt gekruist door Lodewijk van Deysselstraat en de Burgemeester Röellstraat. Het noordelijk gedeelte tot de Lodewijk van Deysselstraat is een relatief smalle woonstraat en het zuidelijk deel was tot 2022 een doorgaande verkeersroute maar sindsdien verkeersluw met drempels.
De straat kreeg zijn naam in 1953 en werd vernoemd naar Wilhelmus Frederik van Leeuwen (1860-1930), burgemeester van Amsterdam van 1901 tot 1910.

## Openbaar vervoer
De straat kent sinds 3 januari 2021 na bijna 62 jaar geen openbaar vervoer meer behalve een nachtbus die na de reconstructie van de straat ook verdween. Tramlijn 13 kruist de Burgemeester Van Leeuwenlaan sinds 1974.

## Kunst in de Burgemeester Van Leeuwenlaan

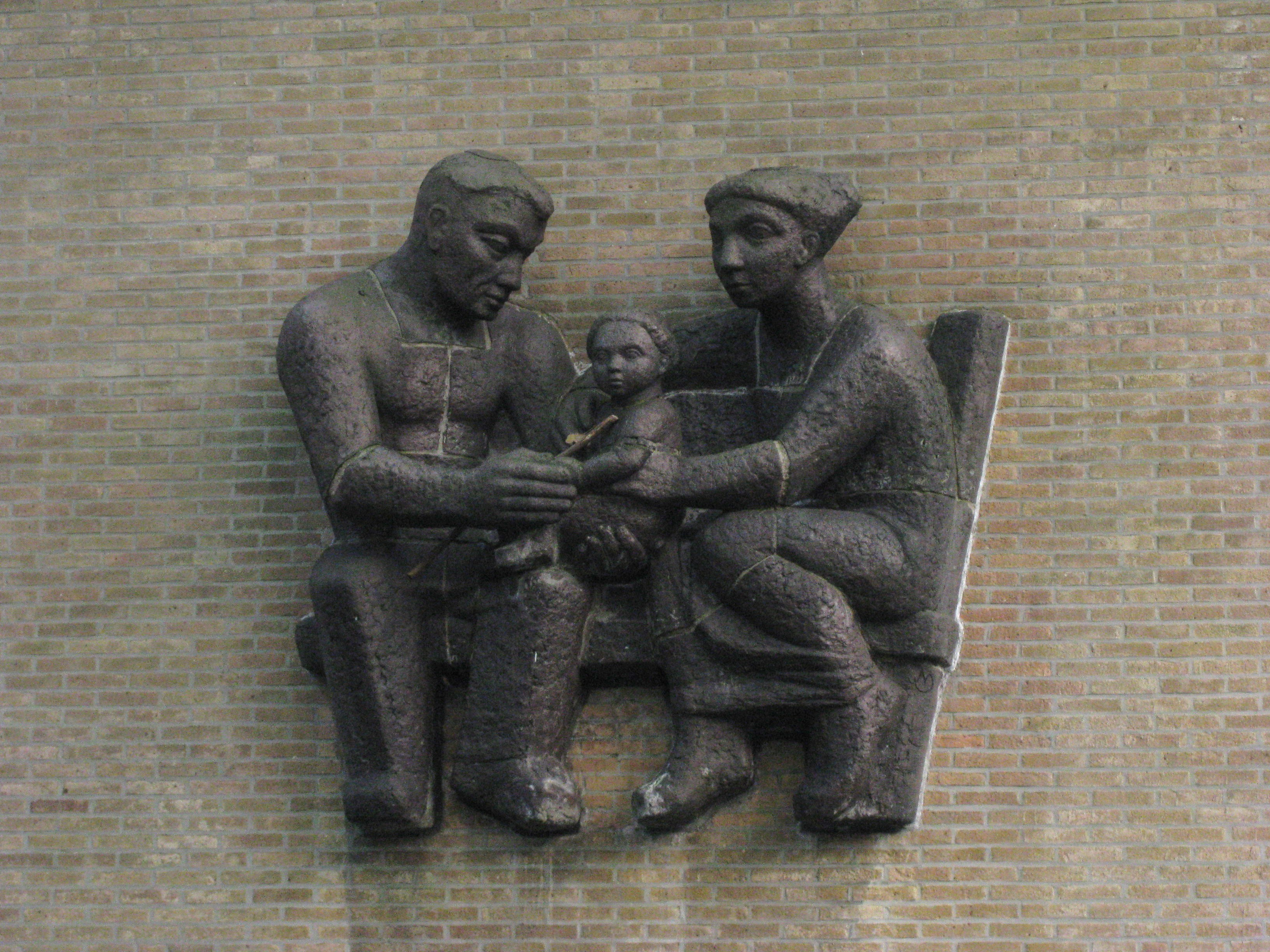
Gevelreliëf Het Gezin, van  Nico Onkenhout uit  1955.

## Trivia
De Tokkies woonden in een van de vijf dwarsstraatjes die lagen tussen de A.A.H. Struijckenkade en de Burgemeester van Leeuwenlaan en dezelfde naam als deze straat hadden. Inmiddels worden deze woningen vervangen door nieuwbouw in hoogbouw.